# Spoorlijn Winterswijk - Zevenaar
De spoorlijn Winterswijk - Zevenaar verbindt sinds 15 juli 1885 Winterswijk met Zevenaar. De spoorlijn was onderdeel van het net van lokaalspoorwegen in Twente en de Achterhoek, aangelegd door de Geldersch-Overijsselsche Lokaalspoorweg-Maatschappij (GOLS). De spoorlijn tussen Winterswijk en Zevenaar is de enige spoorlijn van deze voormalige maatschappij die nog altijd in regulier gebruik is.

## Geschiedenis
De spoorlijn werd aangelegd door de GOLS. Deze maatschappij legde in de jaren 80 van de negentiende eeuw in het oosten van Nederland een net van lokaalspoorwegen aan. Deze lijnen waren voornamelijk bedoeld voor het vervoer van goederen voor de Twentse textielfabrieken. Als eerste kwam in 1884 de spoorlijn Winterswijk - Neede gereed, een jaar later gevolgd door de spoorlijn vanuit Winterswijk naar Zevenaar. In Winterswijk werd voortaan gebruikgemaakt van het eigen station van de GOLS. Tussen de stations van de Nederlandsch-Westfaalsche Spoorweg-Maatschappij en de GOLS ontstond in de loop der jaren een omvangrijk emplacement van bijna 20 sporen. Ook in Zevenaar maakte de maatschappij gebruik van een eigen stationsgebouw.
In 1892 werd een verbindingsspoor met de Rhijnspoorweg aangelegd. Hiermee werd rechtstreeks treinverkeer tussen Arnhem en Winterswijk mogelijk. De verbindingsboog werd tot 1918 alleen gebruikt voor goederenvervoer. In dat jaar werd ook het reizigersvervoer naar het station van de NRS verplaatst. Veel treinen reden voortaan door naar Arnhem. In 1936 werd de treindienst in Winterswijk verplaatst naar het station van de NWS. De andere treindiensten voor reizigerstreinen op de voormalige trajecten van de GOLS waren een jaar eerder opgeheven. Voor de treinen van en naar Zevenaar werd de spoorlijn over een lengte van bijna twee kilometer verlegd.
De exploitatie werd in eerste instantie door de GOLS zelf verricht. In 1920 werden de spoorlijnen van de maatschappij overgenomen door de HSM. Niet veel later gingen de overgebleven spoorwegmaatschappijen intensiever samenwerken en in 1938 ontstond de N.V. Nederlandse Spoorwegen. De NS exploiteerde de treindienst op de voormalige GOLS-spoorlijn ruim 70 jaar. In 1999 ging de treindienst tussen Winterswijk en Doetinchem over naar Syntus. Twee jaar later volgde het traject Doetinchem - Zevenaar. Na verloop van tijd kwam Syntus steeds meer onder vuur te liggen vanwege storingen en vertragingen op dit traject, te korte treinen en defect materieel. In 2010 moest men een boete betalen van 35000 euro aan de Provincie Gelderland. In 2012 verloor Syntus de concessie Achterhoek aan Arriva inclusief de treindiensten Winterswijk - Doetinchem - Zevenaar. Naast Arriva rijden nu op het traject Arnhem - Doetinchem ook treinen van Hermes onder de merknaam Breng.

## Stations en gebouwen
Hoewel de Nederlandsch-Westfaalsche Spoorweg-Maatschappij in Winterswijk al een station had, stopten de treinen van de GOLS na opening van de spoorlijn naar Zevenaar bij het eigen station Winterswijk GOLS. Als accommodatie werd een voormalige directiekeet van de NWS gebruikt. Bij de NWS had dit gebouw eerder ook als stationsgebouw dienstgedaan. In 1908 kwam het definitieve stationsgebouw gereed. Ook in Zevenaar had de GOLS een eigen stationsgebouw, vlak bij het bestaande station van de NRS.
Net als de meeste spoorwegmaatschappijen maakte ook de GOLS gebruik van een aantal standaardontwerpen voor stationsgebouwen. De stations Aalten, Varsseveld, Terborg, Doetinchem en Zevenaar GOLS kregen het grootste ontwerp, een rechthoekig hoog gebouw, met een puntgevel aan de zowel de straat- als de perronzijde. In Terborg en Doetinchem kregen de stations tevens een goederenloods. De stations Bredevoort, Wehl en Didam kregen een laag stationsgebouw. In de eerste twee decennia van de twintigste eeuw werden de stationsgebouwen vergroot. Hierbij kregen alle gebouwen een extra verdieping. Ook werd in de meeste gevallen een goederenloods gebouwd of uitgebreid. Het stationsgebouw van Zevenaar werd in 1910 en 1915 vergroot. In 1918 werd de treindienst echter verplaatst naar het station van de NRS. Het voormalige stationsgebouw van de GOLS werd in 1974 gesloopt.

### De jaren 30
In 1935 werden de meeste stopplaatsen en haltes langs de spoorlijn gesloten. Ook het station Bredevoort werd gesloten. Alleen de halte Doetinchem-Wijnbergen bleef in gebruik. De halte was inmiddels voorzien van een grote abri. In 1959 werd de abri vervangen door een haltegebouw van het Standaardtype Vierlingsbeek. De halte werd in 1966 hernoemd in Doetinchem West. Met het in gebruik nemen van de nieuwe voorstadshalte Doetinchem De Huet in 1985 werd de halte gesloten. Het haltegebouwtje is bewaard gebleven. Station Winterswijk werd in 1936 verlaten. Het stationsgebouw is bewaard gebleven en doet inmiddels dienst als museum.

### Vereenvoudiging emplacementen en accommodaties
In de jaren zeventig en 80 werden de meeste emplacementen sterk vereenvoudigd en werden enkele stationsgebouwen gesloopt. De stationsgebouwen van Wehl en Didam werden in 1973 vervangen door standaardgebouwen van het standaardtype Douma. Het gebouw van Didam is in 2004 gesloopt en het gebouw van Wehl in 2010. Het stationsgebouw van Varsseveld werd in 1980 gesloopt. Ter vervanging is slechts een abri neergezet. Het stationsgebouw van Doetinchem werd drie jaar later vervangen door nieuwbouw. Hier verscheen wel weer een stationsgebouw. In 1985 werd, zoals vermeld, de voorstadshalte Doetinchem De Huet geopend. De halte kreeg een gebouw van het standaardtype Voorstadshalte uit de jaren 80. De halte Doetinchem West werd hierna gesloten. Er bestaan plannen om een tweede station in Zevenaar te bouwen bij de wijk Groot Holthuizen, Zevenaar Poort. De beoogde locatie is nabij de kruising met de A12.
Op 10 december 2006 werd ruim een kilometer van het station Terborg de voormalige stopplaats Gaanderen heropend. De stopplaats was in gebruik tussen 1927 en 1934. De halte kent ook nu slechts een perron zonder verdere voorzieningen, behalve een kaartautomaat.
Op 28 juni 2013 werd bekend dat het provinciebestuur van Gelderland 41,5 miljoen wil investeren in de verbetering van deze spoorlijn. Het gaat hierbij om onder meer aanleg van 4,5 kilometer dubbelspoor tussen Zevenaar en Didam, aanpassingen aan de overwegen, een fietstunnel in Zevenaar-Oost en toiletten op stations. Sinds Augustus 2019 zijn deze werkzaamheden gerealiseerd. Ook is de snelheid verhoogd tussen Zevenaar en Wehl.
Op 31 augustus 2015 werd de met 700 meter verlengde wisselplaats te Wehl in gebruik genomen.

## Treindienst
In eerste instantie reden er per dag slechts enkele reizigerstreinen tussen Winterswijk en Zevenaar. Tussen Doetinchem en Zevenaar reden meer treinen, onder andere naar Ruurlo. Later werd de treindienst op het traject geïntensiveerd en vanaf 1918 reden de meeste treinen van en naar Arnhem. Eind jaren 30 reed er tussen Winterswijk en Arnhem elke twee uur een trein. Tussen Doetinchem en Arnhem reed elke twee uur nog een extra trein. Deze trein reed na Arnhem door naar Ede-Wageningen en Amersfoort. Met het begin van de Tweede Wereldoorlog werd deze treindienst opgeheven. In 1947 werd een starre uurdienst ingevoerd tussen Winterswijk en Arnhem. Enkele jaren later reden in de spits een aantal treinen tussen Doetinchem en Arnhem. Deze spitsdienst werd in de loop der jaren uitgebreid, al snel reden deze treinen op werkdagen vrijwel de gehele dag. Met het ingaan van de nieuwe consequente dienstregeling bij Spoorslag '70 was de treindienst tussen Doetinchem en Arnhem een echte halfuursdienst. Later gingen de treinen ook op zaterdag rijden en vanaf 1995 ook op zondag.
In 1999 nam Syntus de treindienst tussen Winterswijk en Doetinchem over. De maatschappij laat de treinen tussen beide plaatsen in een halfuursdienst rijden. Alleen zondagochtend en vroeg in de middag wordt een uurdienst gereden. Doorgaande reizigers moeten voortaan overstappen in Doetinchem. Vanaf 2001 exploiteert Syntus de treindienst op het gehele traject. De maatschappij rijdt hierbij een halfuursdienst tussen Winterswijk en Arnhem. In eerste instantie reden in de spits een aantal extra treinen tussen Arnhem en Zevenaar. Deze treindienst werd in 2003 doorgetrokken naar Doetinchem. In 2009 werd de frequentie verhoogd tot een halfuursdienst. Tussen Arnhem en Doetinchem rijdt voortaan op werkdagen tot in de vroege avond elk kwartier een stoptrein. Op station Doetinchem De Huet halteerden tot 9 december 2012 deze treinen niet. Het halteringspatroon op dit station staat beschreven op de pagina van dit station.
| Serie       | Treinsoort         | Route                                                | Bijzonderheden |
| ----------- | ------------------ | ---------------------------------------------------- | --- |
| 30700 RS 32 | Stoptrein (Hermes) | Arnhem Centraal – Doetinchem                         | Rijdt onder de naam brengdirect en rijdt niet in de avonduren (na 20:00 uur) en het weekend. Verzorgt samen met Arriva een kwartierdienst tussen Arnhem en Doetinchem. |
| 30900 RS 32 | Stoptrein (Arriva) | Arnhem Centraal – Doetinchem – Terborg – Winterswijk | Rijdt op zondag ochtend slechts 1x per uur richting Winterswijk. Vormt dan tussen Arnhem en Terborg een 30 minuten dienst met 36900. Op zondag ochtend begint de rit richting Arnhem 1x per uur in Winterswijk en 1x per uur in Terborg. Verzorgt samen met Hermes (die onder de naam brengdirect rijdt) doordeweeks tot 20:00 uur een kwartierdienst tussen Arnhem en Doetinchem. |
| 36900 RS 32 | Stoptrein (Arriva) | Arnhem Centraal – Doetinchem – Terborg               | Rijdt op zondagochtend 1 keer per uur richting Terborg. Vormt dan tussen Arnhem en Terborg een 30 minuten dienst met 30900. Rijdt niet op maandag tot en met zaterdag. Rijdt niet richting Arnhem. |

## Materieelinzet

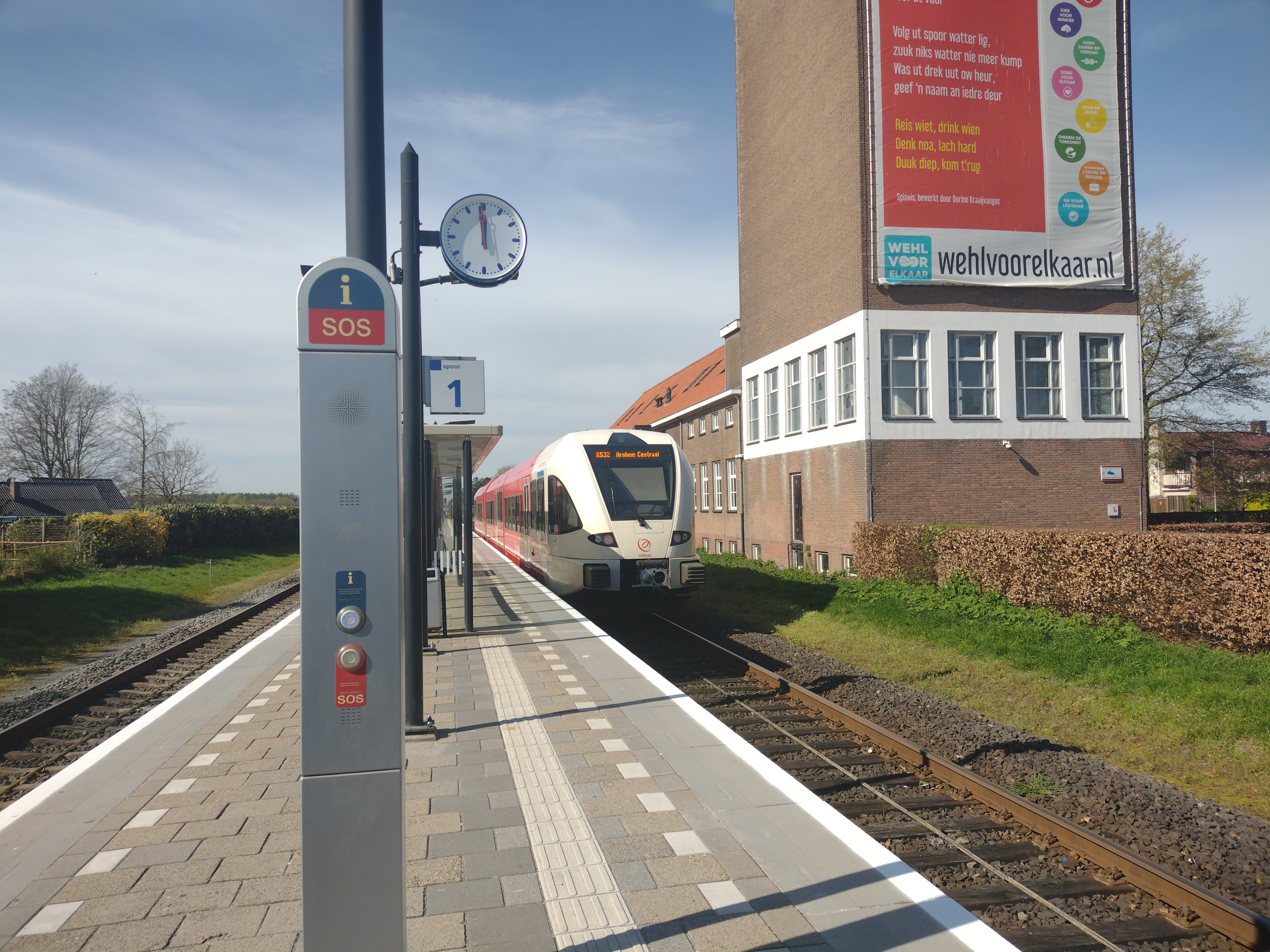
Spurt in Wehl

Tussen Winterswijk en Arnhem reden lange tijd stoomtreinen. De in 1937 ingevoerde doorgaande treindienst tussen Doetinchem en Amersfoort werd tot het begin van de Tweede Wereldoorlog gereden met dieselmechanische motorrijtuigen serie omBC 2901 - 2908. Tijdens en vlak na de Tweede Wereldoorlog reden er opnieuw alleen stoomtreinen op het traject. Begin jaren 50 verschenen de oude DE 3 treinstellen in enkele treindiensten tussen Winterswijk en Arnhem. Begin 1955 werden alle treinen op het traject overgenomen door de motorrijtuigen en treinstellen Plan X. Vanaf 1963 werd een deel van de treindienst uitgevoerd met Plan U treinstellen. Ook verschenen dat jaar in enkele spitstreinen de oude DE 5-treinstellen. In 1972 werd de spitsdienst tussen Winterswijk en Arnhem overgenomen door trek-duwtreinen. De dieselvijfen bleven tot hun buitendienststelling in 1974 in de spitsdienst tussen Doetinchem en Arnhem rijden. De trek-duwtreinen bleven tot de zomer van 1987 tussen Winterswijk en Arnhem rijden. Alleen in de zomer van 1983 en in de winter van 1984/1985 werden deze treinen gereden door drie gekoppelde Plan X treinstellen. Na de zomer van 1987 had het Plan U materieel de alleenheerschappij op het traject.
In de zomer van 1996 startte het proefbedrijf met het nieuwe Dieselmaterieel '90 op het traject Doetinchem - Arnhem. In november dat jaar werd ook de treindienst vanuit Winterswijk met dit materieel gereden. Ook na de overname door Syntus reden nog enkele gehuurde DM '90 treinstellen op het traject. Het belangrijkste deel van de dienstregeling werd echter uitgevoerd met LINT-treinstellen. Vanaf 9 december 2012 rijden hier Stadler GTW's van Arriva en GTW's van Breng.